# George Clive (homme politique)
Pour les articles homonymes, voir Clive.
George Clive (octobre 1805 - 8 juin 1880) est un avocat, magistrat et homme politique libéral britannique. 

## Biographie
Membre de la famille Clive (maintenant Herbert) dirigée par le comte de Powis, George Clive est le fils cadet d'Edward Clive et arrière-petit-fils du révérend Benjamin Clive, oncle de Robert Clive, 1er baron Clive ("Clive of India"). Sa mère est l'hon. Harriett, fille d'Andrew Archer (2e baron Archer). Il fait ses études à Harrow et Brasenose College d'Oxford et est admis au barreau du Lincoln's Inn en 1830. 
Il est nommé avocat réviseur de Droitwich avant 1837  et est devenu magistrat de police de Londres entre 1839 et 1847. Entre 1847 et 1857, il est juge à Southwark. De 1857 à 1870, il est enregistreur de Wokingham. 
Il est élu au Parlement pour Hereford en 1857, un siège qu'il occupe jusqu'en 1868 et de nouveau entre 1874 et 1880. Il sert sous Lord Palmerston comme sous-secrétaire d'État au ministère de l'Intérieur de 1859 à 1862. 

## Famille
Clive épouse Ann Sybella Martha, fille de Thomas Harvie Farquhar, 2e baronnet, en 1835. Ils ont plusieurs enfants, dont le général Edward Clive (général) (en), père de Sir Sidney Clive et Kathleen Lyttelton. Il est décédé le 8 juin 1880, à l'âge de 74 ans . Son épouse est restée veuve jusqu'à sa mort en février 1907. 